# アンドレス・レンテリア
アンドレス・ハイル・レンテリア・モレロ（スペイン語: Andrés Jair Rentería Morelo、1993年3月6日 - ）は、コロンビアとメキシコのサッカー選手。コロンビア代表。ポジションはFW。

## クラブ歴
アトレティコ・ナシオナルの下部組織出身で2012年3月4日にディエゴ・アルバレスに代わって投入されて選手初出場。当初はセンターフォワードであったが、その後ウィンガーとしても活躍するようになった。同年6月30日にカテゴリア・プリメーラBのアリアンサ・ペトロレラFCに期限付き移籍。同リーグでは7月28日に初出場となったが、この試合で彼は4点を決める鮮烈なデビューを果たした。21試合で14得点を記録して得点王に輝いた他、アリアンサ・ペトロレラを史上初の1部に導いた。
2012年12月11日にリーガMXのサントス・ラグナに移籍。1月20日に初出場、5月12日に初得点。2016年夏にケレタロFCに移籍。
2017年にアトレティコ・ナシオナルに復帰した。
2018年、クルス・アスルに移籍した。

## 代表歴
U-20代表として2013年にトゥーロン国際大会に参加した。また2013 FIFA U-20ワールドカップに出場した。
2015年3月22日にA代表初招集。26日のバーレーン代表戦で後半にラダメル・ファルカオと交代で出場しA代表初出場すると、79分にホアン・モヒカの得点をアシスト、82分にモヒカからのアシストをゴールに決め、6-0の大勝に貢献した。
2016年3月25日にU-23代表初出場。このプレーオフを制してリオデジャネイロオリンピックへの進出を決め、帯同メンバーに選ばれたが負傷離脱、アルレイ・ロドリゲスが追加招集された。

## 個人成績
2018年5月31日現在
代表での得点一覧
| #  | 日附          | 場所                                         | 対戦相手   | 得点 | 結果 | 大会     |
| -- | ------------- | -------------------------------------------- | ---------- | ---- | ---- | -------- |
| 1. | 2015年3月26日 | リファー・バーレーン・ナショナル・スタジアム | バーレーン | 6–0  | 6–0  | 親善試合 |

## タイトル

### クラブ
アリアンサ・ペトロレラ
- カテゴリア・プリメーラB: 2012

サントス・ラグナ
- リーガMX: 2015クラウスーラ
- コパ・メヒコ: 2014アペルトゥーラ
- カンペオン・デ・カンペオーネス: 2015

ケレタロ
- コパ・メヒコ: 2016アペルトゥーラ

### 個人
- カテゴリア・プリメーラB得点王: 2012
- コパ・メヒコ得点王: 2014アペルトゥーラ